# غافريلوف بوساد
غافريلوف بوساد (بالروسية: Гаврилов Посад) هي إحدى مدن روسيا في الكيان الفدرالي الروسي إيفانوفو أوبلاست.